# 中國城市史
中國歷史上的城市發展，經歷了一個時空轉換的過程。秦始皇統一中國之後，政治中心位於西北，從秦漢到唐代，長安（今西安）是中國城市的最高代表。宋代，政治中心向中原位移，汴京（開封）成為中國城市發展的中心。其後，又向東南轉移至臨安（杭州）。元、明、清三代，定都北京，城市中心北移。進入20世紀，中華民國在南京建都，城市中心南移。1949年後，中華人民共和國定都北京，城市中心又移往北方。
同時在都市規劃方面，農耕時代除了大城市，並沒有明確的都市規劃，但伴隨著工業化歷程，中國大陸在民國時期經歷了西方租界的都市化建設後，到了中共建政開始改為建造蘇聯形式的現代化集體主義都市，特色是寬闊的街道與分散的居民小區，但當時移入城市人數不多，直到改革開放後才首度經歷了大規模的都市化，近期隨著社會變遷並開展新型都市更新，對於物產與行人友善的窄馬路密路網與社區公園化的西方式設計逐漸成為發展目標。

## 發展史
中國的城起源很早。據考古報告，屬於新石器時代的龍山文化城址已有多處被發掘出來，距今4千多年。從歷史上看，中國城功能齊全，是不同等級的政治中心、軍事中心、經濟中心和文化中心。
從語義學的角度看，「城」的本義系指城牆（city wall）。修築城牆是為了軍事防禦、保國安民。由於軍事防禦是城的首要功能，因此城的修築必須是堅不可摧的，其規模、形制、堅固程度和軍事力量均視城的等級而有別。
在遠古，城大體分為兩類：天子及諸侯的都城，卿大夫及邊境城邑。這時所謂的「城」，是指在都邑四周用作防禦的牆垣，一般有兩重：裏面的稱城，外面的稱郭。都邑四周不僅有城垣，而且有護城河。古代中國有“城池”之謂，城指城垣，池指護城河。城門兩邊建有樓觀，叫城闕。當時，標準的城市建置是：長寬各九裏的正方形，有12座城門，城內有寬闊且縱橫交錯的大道，左邊建有祭祀列祖列宗的祖廟，右邊建有祭祀土地神的社廟，朝廷在前面，市場在後面，居民按職業劃分居住區。誠如古人雲：“城，所以盛民也”（《說文》）；“城郭溝池以為固”（《禮記》）；“城者，可以自守也”（《墨子》）。城的修築關乎一國之興亡。所謂“凡欲安君治民，興霸成王，從近制遠者，必先立城郭，設守備，實倉廩，治兵庫”（《吳越春秋》）。顯然，遠古中國的城首先是大大小小的軍事堡壘（castle），其次才是政治、經濟和文化的重心所在（city）。
作為軍事堡壘的城，它所要保衛的是政府和人民。確切地說，在古代，中國的城首先要保衛國家權力的擁有者（從帝王到官員），其次才是普通民眾。這表明，城的修築是為了保障政府對人民的統治，以及這種統治不被外敵入侵所干擾。因此，屏護政治權威是城的最重要功能之一。政府駐地往往位於城的中央，築有高大而堅固的城牆，成為城中之城，成為軍隊重點保護的最安全區域。例如，在商代，河南偃師之都城，有宮城、內城、外城三重，宮城位於最核心地帶。又如，明清時期，北京城之中央建有紫禁城，它是皇權的象徵。除了高大的皇城（都城），各級地方政府所在地也必須修築牆樓高聳、護城河環繞的城，各種衙門在城中履行職責。由此觀之，城是國家權力的象徵性符號。
除了軍事防禦和政治統馭，中國城還具有經濟功能和文化功能。由於各色人等（軍人、官員、商人、手藝人、士子、戲子、術士、乞丐等）彙集城中，人口密度大，消費水準高，商品流通發達，必然導致各級權力中心的城扮演經濟中心的角色，它的市場往往是區域市場體系的中心市場。出於軍事和政治目的修建的交通路線，皆以城為起點和終點。這些縱橫交錯的陸路交通線和水路交通線構成了國家市場體系或區域市場體系的主幹道，也就是說，國家交通網絡與市場網路大體上是重合的。例如，在商代，從中原到南方有一條重要的道路：

殷墟 → 鄭州 → 信陽 → 武漢 → 長沙

這是一條軍事、政治、商業的要道。先秦時期，中國傳統的交通制度——驛傳制度已經形成。甲骨文中的“羈”字，就是商代設置的驛站。西周非常重視交通道路的修築，專設“司空”一職以掌其事。彼時，有所謂“周道”，實指自岐山至豐、鎬，東行至成周，然後以成周為中心修築的四通八達的交通網。秦漢王朝十分重視交通網的建設，例如三川東海道——由關中東抵海濱，就是秦漢時期運輸量最大的交通幹線。隋唐時期，以長安和洛陽為中心，形成多達10余條的陸路交通要道，水路交通則是聞名天下的京杭大運河。宋代，形成以汴京為中心的水路交通網，其主要功能是漕運。元代疆域廣大，交通運輸體系達到空前的完備。忽必烈統一中國後，形成了以大都為中心、水陸交匯的交通網。明清時期，以都城、省城、府城、縣城為中心，形成了四通八達的驛路與鋪路相交織的交通網。
與此同時，由於各種教育機構大多設在城中，科舉考試也在城中舉行，因此中國的城又是教育中心。加上刻書、印刷、文人聚會、文藝創作及表演、形形色色的娛樂場所等多集中在城中，因此，中國的城堪稱文化中心。
作為國家或區域的中心，城是各種功能的集合體。具體到每一個城，這些功能當然有主次之分。據此，亦可粗略地將一個城定義為政治的城，或軍事的城，或經濟的城，等等。例如，有學者將明代的城市可分為政治型的城市，最典型者有南京、北京、開封；工商業型的城市，如杭州、蘇州、揚州、淮安、臨清、濟寧、通州、武昌、蕪湖等；對外貿易城市，如廣州、海澄；邊塞城市，如大同、遼東、宣府、肅州、甘州、蘭州、寧夏。必須指出，這種類型的劃分是出於研究的便利，僅具有相對的意義，不可泛化，不可誇大，否則就有歪曲歷史之嫌。因為，軍事防禦和政權運作是中國城的最重要的兩大功能。從總體上看，歷史上的中國城，其經濟功能和文化功能始終從屬於軍事功能和政治功能，不是也不可能是最重要的，無論它的市場多麼繁榮、它的文化多麼燦爛（如唐代的長安、宋代的杭州、清代的蘇州）。換言之，如果長安、杭州、蘇州不是都城、省城或府城所在地，那麼它們的經濟繁榮和文化鼎盛將隨風而逝。說得直白一些，長安的政治孕育了長安的經濟和文化，杭州、蘇州也不例外。縱使歷史上亦有相當繁榮之縣級城市及鎮，如濟寧州、景德鎮等。

## 城池設計
中國城池的設計有兩種：一種是依照地形而建，例如明朝南京城。另一種則是布局严整之勢，最具代表性當屬隋大興城（即唐長安城）。